# 貓鼬少與貓鼬探長
貓鼬少（日语：ヤングース）與貓鼬探長（日语：デカグース）是任天堂和GAME FREAK的寶可夢系列中的虛構生物寶可夢，在《精靈寶可夢 太陽／月亮》首次引入。它們是阿羅拉地區廣泛分布的寶可夢，設計靈感來自在美国夏威夷州發現的入侵種生物紅頰獴。設計釋出後，愛好者留意到牠們的髮型類似當時的美國總統候選人唐納·川普。

## 迴響

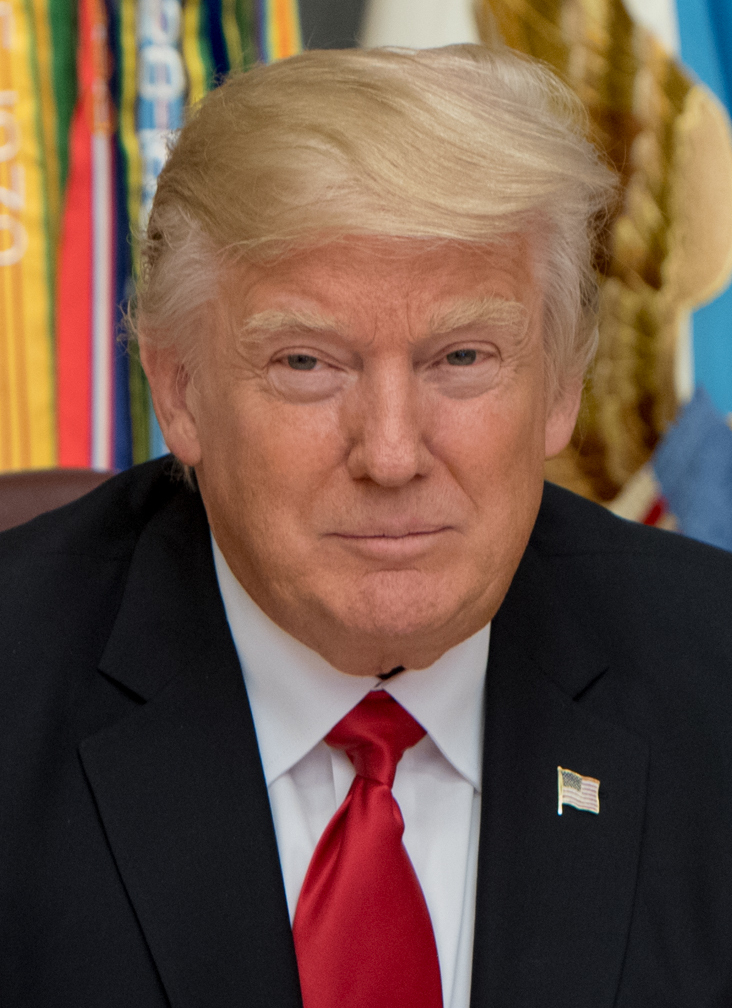
美國總統唐納·川普

貓鼬少於E3 2016公開後，許多傳媒便將此寶可夢與當時的美國總統候選人唐納·川普作比較。其外表和風格神似川普，尤其是牠頭上的毛髮類似川普的髮型。這個相似點造成了許多以此為題的網路迷因，包括戲仿川普的競選口號「讓美國再次偉大」（Make America Great Again）的「讓阿羅拉再次偉大」 （Make Alola Great Again）。其他則有將貓鼬少與前倫敦市長，後為英國首相的鮑里斯·強森作連結。設計者增田順一則稱「我們很早就開始設計這個寶可夢了，我們也沒有任何意圖使它看起來像唐納德·川普」，否認貓鼬少與貓鼬探長的設計受川普啟發。
川普當選總統後，《精靈寶可夢 太陽／月亮》發售，許多玩家開始將貓鼬少取名為「唐納德·川普」、「川普」等。Kotaku的Gita Jackson猜測，玩家們試圖透過發送這些綽號的寶可夢來模仿川普。 